# Gordana Todorov
Gordana Todorov (24 de julho de 1949) é uma matemática estadunidense, que trabalha com álgebra não comutativa, teoria de representação, álgebras de Artin e álgebras de cluster. É professora de matemática na Universidade do Nordeste.

## Formação e carreira
Todorov obteve um Ph.D. em 1978 na Universidade Brandeis, com a tese Almost Split Sequences in the Representation Theory of Certain Classes of Artin Algebras, orientada por Maurice Auslander.
Todorov é casada com o matemático Kiyoshi Igusa, com quem é co-autora frequente. As funções de Igusa–Todorov e as álgebras de endomorfismo de Igusa–Todorov são nomeadas por seu trabalho conjunto. Todorov é também o homônimo do teorema de Todorov sobre partições pré-projetivas, e o teorema de Gentle-Todorov sobre categorias abelianas.